# États grecs
Pour l’article ayant un titre homophone, voir État grec.
L'expression États grecs (au pluriel) peut désigner :
1. dans la littérature historique, les cités, colonies et royaumes grecs antiques ;
2. dans le vocabulaire des croisades et de la Reconquista et dans un grand nombre de sources et de textes latins et occidentaux du Moyen Âge, l'Empire romain d'Orient dit « byzantin » et les États ayant subi son influence politique, religieuse et liturgique, et pratiquant le christianisme dans sa version orthodoxe, elle-même dite « grecque » dans ces sources, même si ces États n'étaient pas tous de langue et de culture helléniques ;
3. à l'époque moderne, les deux États dont le grec est langue officielle : Grèce et Chypre.

Cet article détaille le moins connu de ces trois sens : celui concernant le Moyen Âge.

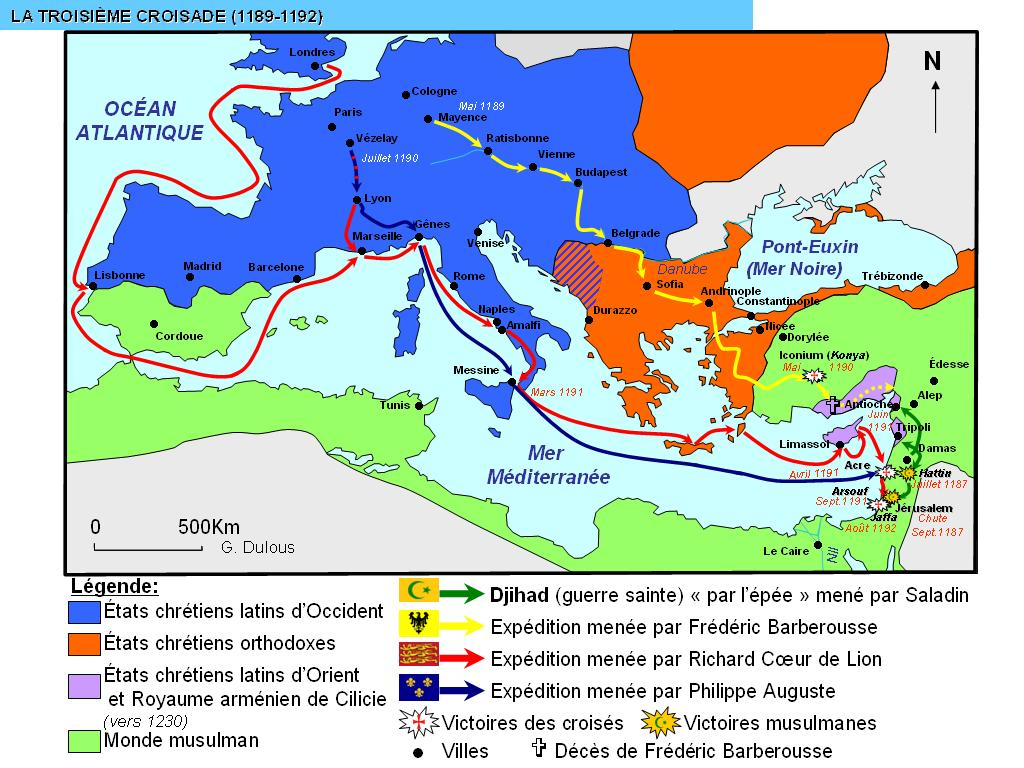
En bleu les États catholiques, en orange les états orthodoxes dits « grecs » au Moyen Âge, et en violet les états « latins » d'Orient (au moment de la troisième croisade).

En bleu, violet et rose les États catholiques, en jaune les États orthodoxes dits « grecs » au Moyen Âge, et en vert les États musulmans en 1360, après les croisades.

## Application au Moyen Âge
Si les croisés catholiques dénommaient « grecs » les byzantins orthodoxes, en revanche les arabes musulmans désignaient les orthodoxes sous le nom de « rūm », « roum » ou « roumi » : روم, le nom officiel étant « Empire romain », dont les citoyens s'identifiaient comme Ῥωμαίοι - Romées pour « Romains ». Pour les musulmans comme pour les orthodoxes, les catholiques, dont beaucoup étaient de langue française (devenue lingua franca dans les États latins d'Orient), étaient des « francs » : « faranja » : adj. pl. فرنجة, ou Φράγγοι.
Ces dénominations et leur usages reflètent les revendications des chrétientés rivales d'Occident et d'Orient concernant la légitimité de l'héritage politique et religieux romain : l'Occident et l'Église de Rome se qualifient de « latins » et dénomment « grecs » les chrétiens orientaux (non sans mishellénisme) tandis que les chrétiens orientaux se qualifient de Romées et dénomment « Francs » les chrétiens catholiques, suivis en cela par les musulmans. Plus tard, par métonymie, le mot franc a fini, en Orient, par désigner tous les occidentaux (comme dans le cas du marchand Jacob Lejbowicz, surnommé Jacob Frank) tandis que le mot arabe roumi a fini par désigner tous les chrétiens indifféremment de leur obédience.
L'expression « États grecs médiévaux » s'applique au premier chef et le plus fréquemment au monde byzantin, et par métonymie, moins systématiquement aux États orthodoxes des Balkans et du Caucase, et plus rarement au monde slave oriental.

## États médiévaux concernés

### Monde byzantin

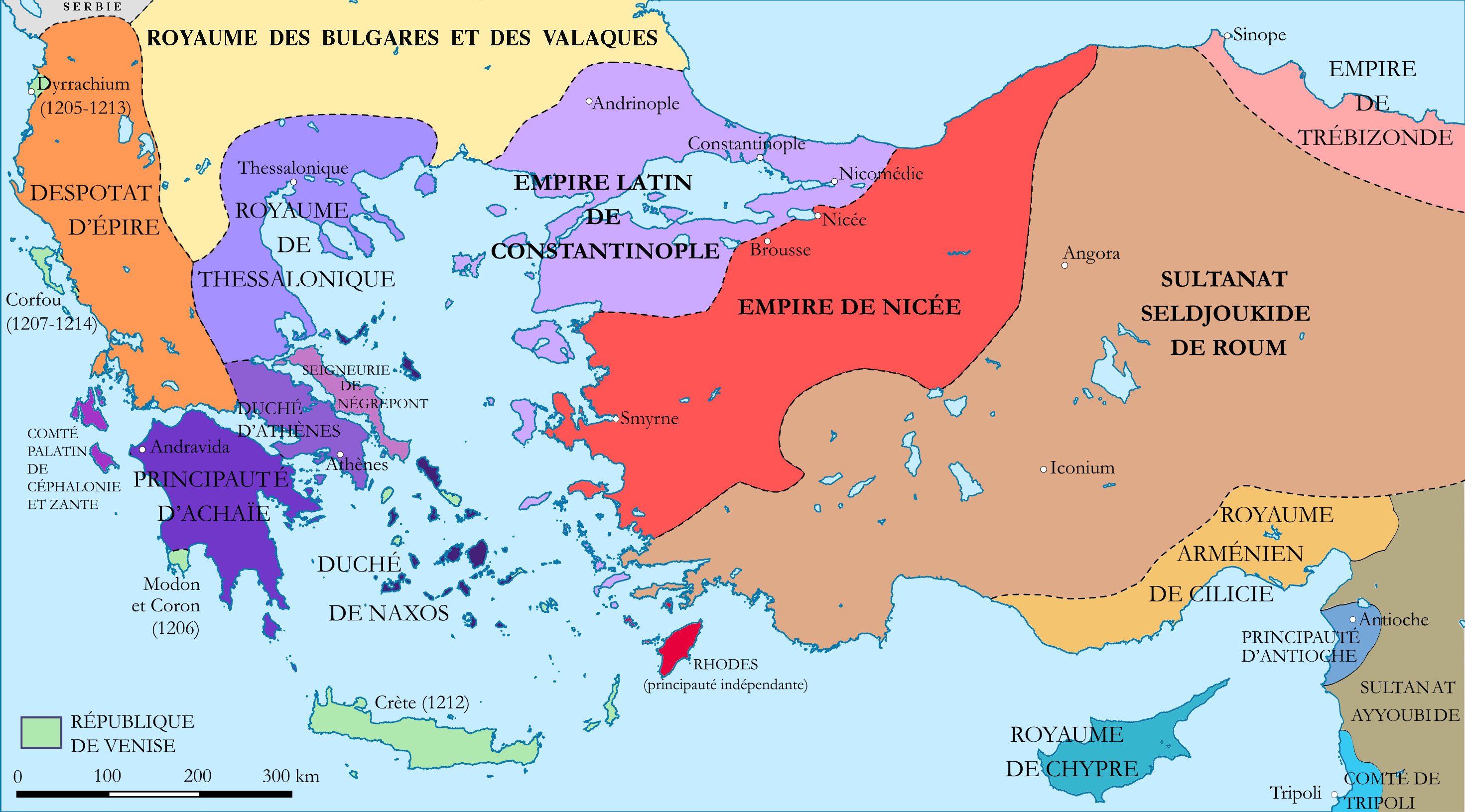
En rouge, orange et rose les « États grecs » au sens culturel et en jaune clair la Bulgarie grecque orthodoxe après la quatrième croisade dont sont issus les États « latins » de Grèce (en violet).

- Empire byzantin et ses États-successeurs (par position géographique d'Ouest en Est) après la quatrième croisade :
  - Empire de Nicée,
  - Empire de Trébizonde,
  - Despotat d'Épire,
  - Despotat de Morée (Mistra),
  - Cité de Philadelphie,
  - Principauté de Théodoros.

À noter que l'expression « États grecs médiévaux » ne s'applique ni aux deux exarchats de Ravenne et de Carthage, ni au catépanat d'Italie ou à la majeure partie du duché de Calabre qui, bien que faisant partie de l'Empire byzantin, étaient de tradition latine tant sur le plan linguistique qu'ecclésiastique.

### États orthodoxes des Balkans et du Caucase
- Royaumes et principautés serbes ;
- Second Empire bulgare et ses États-successeurs (par position géographique d'Ouest en Est) :
  - Tsarat de Vidin,
  - Tsarat de Tarnovo,
  - Principautés danubiennes de Moldavie et Valachie,
  - Despotat de Dobroudja ;
- Royaumes et principautés géorgiennes.

### Monde slave oriental
- Rus' de Kiev et ses États-successeurs, les républiques de :
- Novgorod,
- Pskov,

…et les principautés (par ordre alphabétique non exhaustif) de :
- Kiev,
- Mourom-Riazan,
- Pereïaslav,
- Polotsk,
- Ruthénie,
- Smolensk,
- Tchernigov,
- Tourov et Pinsk,
- Vladimir-Souzdal,
- Yaroslav, et…
- Moscou qui finira par les réunir, d'où le titre de tsar de toutes les Russies.